# Kościół św. Mikołaja w Świdniku
Kościół św. Mikołaja – rzymskokatolicki kościół pomocniczy parafii św. Mikołaja w Kaczorowie, mieszczący się w Świdniku w dekanacie Bolków w diecezji świdnickiej.

## Historia
Kościół wzmiankowany w 1311 r., obecny wzniesiony w średniowieczu, przebudowany w 1624 r., i w XVIII w. Orientowany, jednonawowy z prostokątnym prezbiterium nakrytym sklepieniem krzyżowo-żebrowym z wieżą od zachodu, z  wydłużonym na wschód jednym przęsłem ze sklepieniem kolebkowym, zakrystią od północy. Całość nakryta jest dachami dwuspadowymi.